# Arabela
Arabela (Chiripuno, Tapweyokwaka, Tapueyocuaca).- Pleme američkih Indijanaca porodice Zaparoan nastanjeno u peruanskom departmanu Loreto, u provinciji Maynas (distrikt Napo), na rijeci Arabela. Arabela sami sebe nazivaju Tapueyocuaca. U ovim krajevima prije su obitavala i sada nestale Záparo grupe Oa, Gaye ili Gae i Shimigae. Godine 1993. bilo ih je 302. Pleme je agrikulturno, uzgajaju juku (yuca), kukuruz, papaju i drugo, a bave se i klasičnim zanimanjima za tropsku kišnu šumu, lovom, ribolovom i sakupljanjem. 
Tihuacuno i Chiripuno podgrupe su Sabela.

## Jezik
Jezik arabela ili chiripuno član je porodice Zaparoan, a od nekih 300 etničkih Arabela govori ga oko 150 duša (1989. SIL), a ostali se služe sa španjolskim ili quechua.

## Agrikultura, lov i ribolov
Agrikultura je najvažniija aktivnost Arabela (posijeci-i-spali). Glavne kulture su yucca, banane, kukuruz, sachapapa, papaya i citrusi. Lov i ribolov također je zastupljen. Sakupljaju i voće palmi pijuayo, sitne životinjice, poput larvi, račića i puževa, koji također ulaze u njihovu prehranu. 

## Povijest
Regija na kojoj danas žive Arabele, originalno je pripadala plemenima Oa, Gaye i Semigaye ili Shimigaye, a njihovo porijeklo je od Oa Indijanaca. Prvi misionarski kontakt s njima imao je Agustino Samuel Barrio. Njima pripada i jedna manja gupa koja se prije nekih stotinu godina odcijepila od matice Arabela ali nije poznato njihova kasnija sudbina, ni dali su nestali. Ova Arabela skupina poznata je pod imenom Pananuyuri.

## Vanjske poveznice
- Arabela